# Maison des Trois Prêcheurs
La maison des Trois Prêcheurs (en polonais Dom Kaznodziejów, Dom Kaznodziei) est un immeuble maniériste en briques situé dans la vieille ville de Gdańsk en Pologne.

## Histoire
Elle a été construite entre 1599 et 1602 selon les plans de l'architecte de Gdańsk Antoni van Obberghen. Elle servait de logement au clergé de l'église voisine de Sainte-Catherine. La façade, qui a survécu à la Seconde Guerre mondiale, est divisée en trois parties, ce qui donne au bâtiment l'impression d'un complexe de trois immeubles jumeaux. Van Obberghen a utilisé une solution similaire lors de la conception ultérieure du Grand Manège militaire. Un élément caractéristique sont les linteaux conservés avec une balustrade forgée. Depuis 1967, l'établissement est inscrit au registre des monuments. L'immeuble a été entièrement reconstruit en 1970 et a servi de siège, entre autres, à la clinique provinciale d'endocrinologie, qui y a fonctionné jusqu'en 2005. Depuis, l'édifice n'a plus d'utilisateur. Le bâtiment fut loué aux Carmélites, qui projetaient d'y construire un Centre pour la Maison des Prêcheurs, mais cela ne se réalisa pas. En 2014, il a été annoncé qu'à partir de 2015, le bâtiment deviendrait le siège de la ville et du conservateur provincial des monuments. Actuellement, il est prévu que l'édifice soit remis à Caritas.